# Brigitte Kren
Brigitte Kren (Graz, 27 de enero de 1954) es una actriz austríaca de cine y televisión. Inició su carrera a mediados de la década de 1990, y desde entonces ha registrado apariciones en series de televisión como 4 Blocks, Trakenhnreblut, Freud y SOKO Donau, y en producciones cinematográficas como Sluts, Blood Glacier y The Debt.

## Filmografía seleccionada

### Cine
- Ant Street (1995) como Rosi Freitag[4]
- Northern Skirts (1999) como Gitti
- Slugs (2004) como Anita
- The Debt (2010) como Frau Bernhardt
- Blood Glacier (2013) como la ministra Bodicek[5]

### Televisión
- Vier Frauen und ein Todesfall (2005)[6]
- Bettys Diagnose (2017)
- SOKO Donau (2018)[7]
- Freud (2020)